# Hurr ibn Yazid al-Riyahi

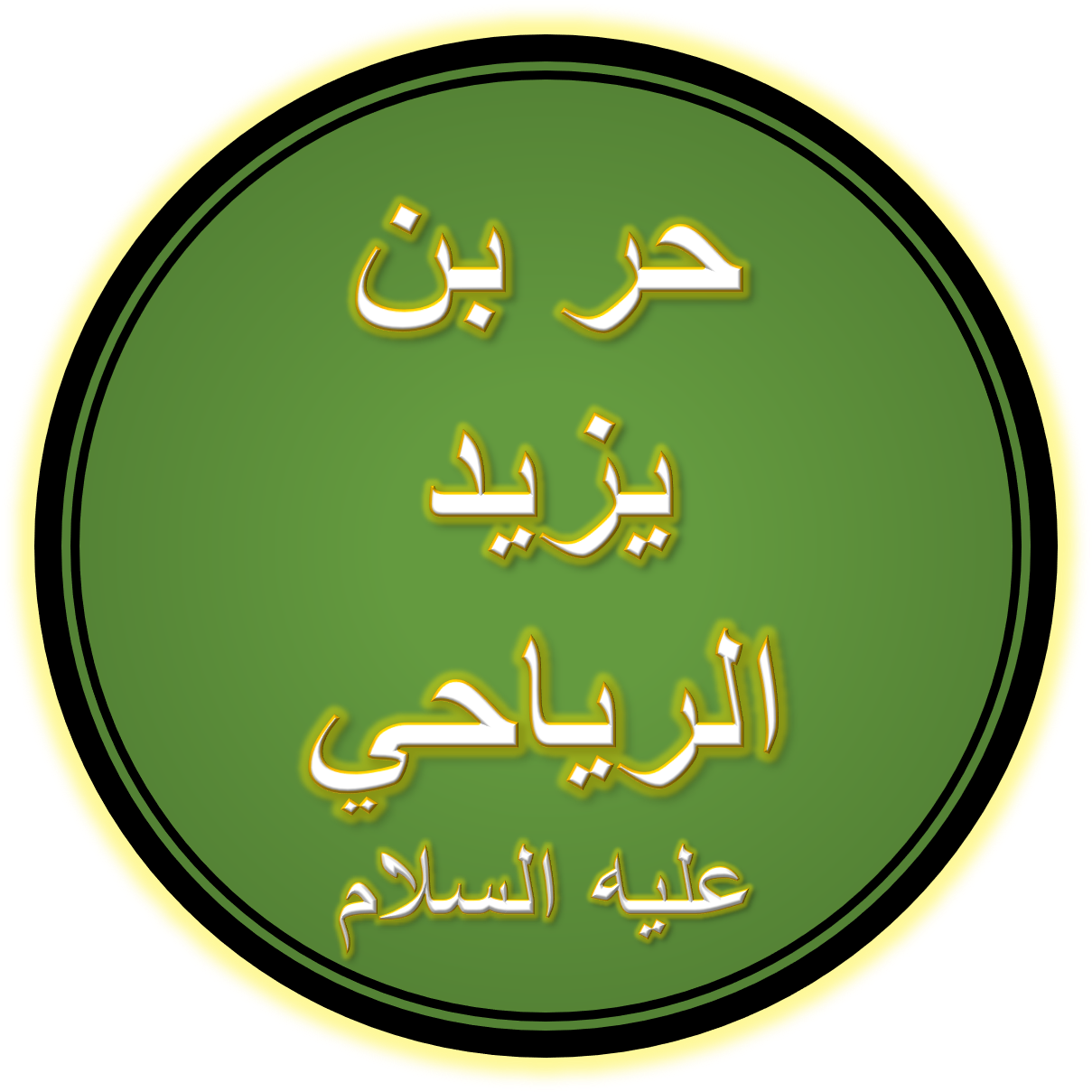
Hurr ibn Yazid al-Riyahis namn på arabiska.

Hurr ibn Yazid al-Riyahi (arabiska: حر بن یزید الریاحي) var generalen för den umayyadiska armén som avgick från Kufa, Irak, för att stoppa den tredje shiaimamen Husayn ibn Ali, som krävdes på att svära allians till kalifen Yazid I. Hurr, med sin armé på tusen soldater, beordrades av Kufas guvernör Ubaydullah ibn Ziyad att föra Husayn och hans följare till Kufa. Hurr ångrade senare vad han hade gjort mot imamen (då Hurr varit en viktig faktor i Slaget vid Karbala), lämnade sin armé och anslöt sig till imamens sällskap och bad imamen om förlåtelse, som då förlät honom.